# Kolonie Briese

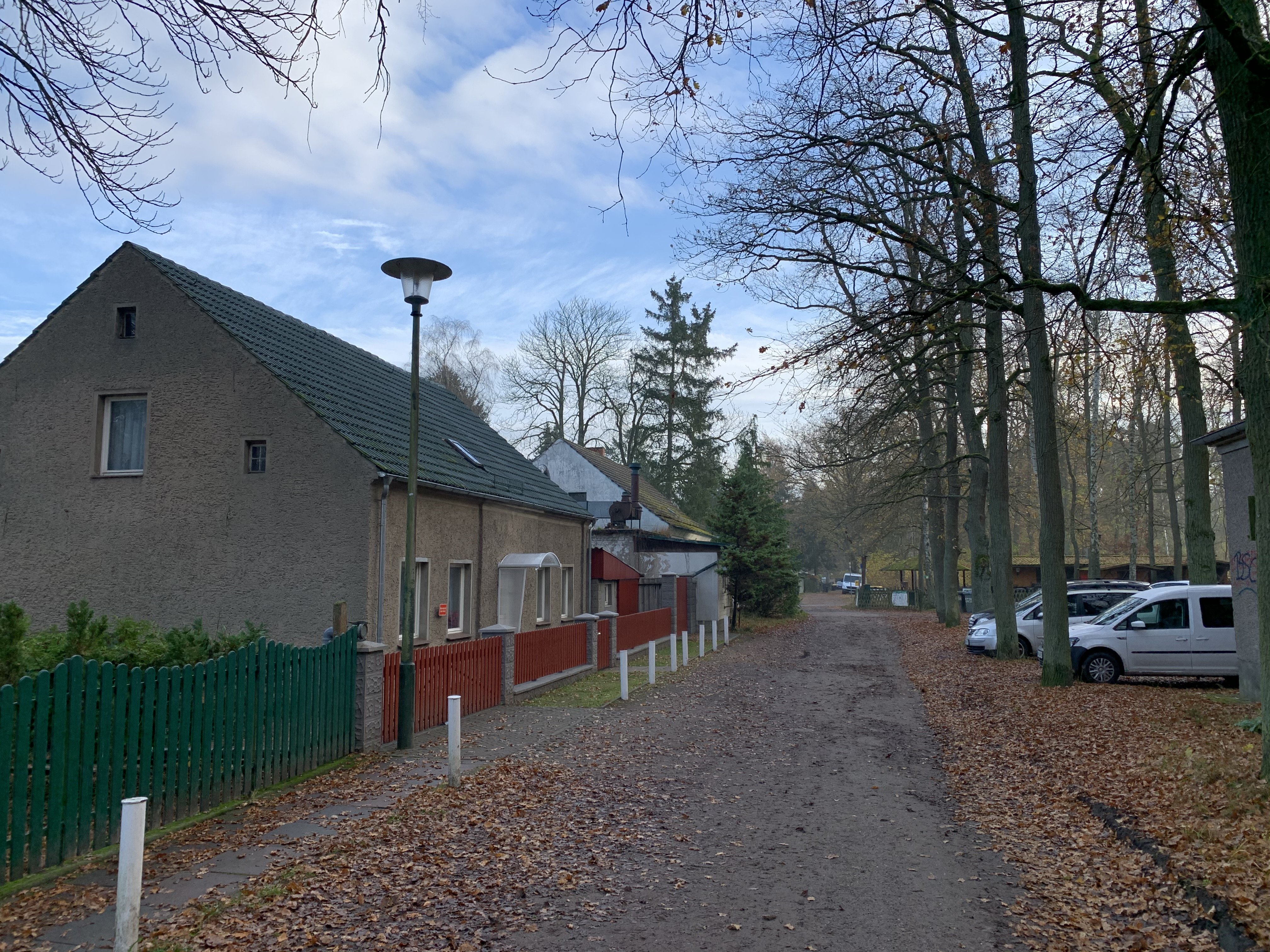
Ortsansicht

Kolonie Briese ist ein Wohnplatz der Gemeinde Birkenwerder im Landkreis Oberhavel des Landes Brandenburg.

## Lage
Die Ansiedlung liegt an der gleichnamigen Briese, einem Nebenfluss der Havel, etwa anderthalb Kilometer von der nordöstlichen Ortsgrenze Birkenwerders entfernt im Waldgebiet Briesen. Er ist über befestigte Straßen und Wanderwege vom Bahnhof Birkenwerder und vom Bahnhof Borgsdorf sowie aus Summt per Rad und zu Fuß zu erreichen.

## Geschichte
Spätestens seit dem 18. Jahrhundert ist an der Stelle des späteren Wohnplatzes ein Teerofen nachweisbar, der den reichen Baumbestand in der Umgebung nutzte. Im späten 19. Jahrhundert begann etwas unterhalb des Wohnplatzes der Abbau von Torf. Das war wohl der Grund, die Briese oberhalb davon anzustauen. Der so entstandene Briesesee wurde schnell ein Ausflugsziel. Seit Anfang des 20. Jahrhunderts bestand am See eine Badeanstalt, und es wurden mehrere Gaststätten betrieben. Nach und nach entstanden etwa ein Dutzend Wohn- und anders genutzte feste Gebäude. Die Siedlung erhielt den Namen Kolonie Briese.
Nach dem Zweiten Weltkrieg verlor die Kolonie langsam an Bedeutung. Die Holzbauten der Badeanstalt verfielen nach und nach und wurden in den 1990er Jahren komplett abgerissen. Briese war mehrfach der Austragungsort des „Birkenfestes“ der Gemeinde Birkenwerder.
Nach der Wende in der DDR wurden die Konsum-Verkaufsstelle und das Kinderferienlager aufgegeben. Auch die letzte Gaststätte, der Briesekrug, wurde geschlossen. Heute wird unter diesem Namen der einst zur Gaststätte gehörende Kiosk sowie im Sommer ein Biergarten  betrieben.

## Sehenswürdigkeiten
- Naturschutzgebiet Briesetal
- Briesesee, der zum Baden und für den Angelsport genutzt wird.
- Briesetaler Steig, ein Holzbohlenweg durch die Moorlandschaft. Daneben gibt es einen Naturlehrpfad entlang des Flusses und durch das Moor und verschiedene ausgewiesene Wanderwege.

## Wirtschaft
In Briese gibt es mit dem Briesekrug einen Kiosk zur Verpflegung mit Getränken und einfachen Gerichten sowie im Sommer einen Biergarten, einen kleinen Kletterpark und die Waldschule Briesetal. Im Ort gibt es ein Forsthaus der Landeswaldoberförsterei Borgsdorf und eine Einrichtung des ADV Anti-Drogen-Vereins.